# Strinatia teresopolis
Strinatia teresopolis är en insektsart som beskrevs av Mesa, A. 1999. Strinatia teresopolis ingår i släktet Strinatia och familjen syrsor. Inga underarter finns listade i Catalogue of Life.